# Diceratosaurus
Diceratosaurus — викопний рід нектридових тетраподоморфів родини Diplocaulidae. Скам'янілості дицератозавра були вперше описані Едвардом Дрінкером Коупом у 1874 році. Вид D. brevirostris добре відомий в окрузі Джефферсон, штат Огайо, приблизно 50 екземплярів було зібрано на шахті алмазного вугілля Огайо. Шахта була розташована в селі Лінтон, яке стало невідомим незабаром після завершення робіт і закриття шахти в 1921 році.